# لودفيغ ريخنباخ
لودفيغ ريخنباخ (1793-1879) (بالإنجليزية: Heinrich Gottlieb Ludwig Reichenbach)‏ هو عالم نبات ألماني.